# Hamburg-Altona-länken
|  |  | Unknown BSicon "tSTR+r" |

|  | Head station | Unknown BSicon "tSBHF" |

|  | Straight track | Unknown BSicon "tSTRe" |

|  | Straight track | Unknown BSicon "ABZgl" |

|  | Unknown BSicon "ABZgl" | Unknown BSicon "hKRZa" |

|  | Unknown BSicon "ABZg+l" | Unknown BSicon "hKRZe" |

|  | Straight track | Junction both to and from left |

|  | Straight track | Unknown BSicon "SHST" |

|  | Straight track | Unknown BSicon "SBHF" |

|  | Station on track | Unknown BSicon "SHST" |

|  | Unknown BSicon "KRZt" | Unknown BSicon "ABZg+r" |

|  | Station on track | Unknown BSicon "SBHF" |

|  | Unknown BSicon "ABZgr" | Straight track |

| Unknown BSicon "SHSTq" | Unknown BSicon "KRZu" | Unknown BSicon "ABZgr" |

|  | Straight track | Unknown BSicon "SBHF" |

|  | Unknown BSicon "ABZgr" | Straight track |

| Unknown BSicon "SBHFq" | Unknown BSicon "KRZu" | Unknown BSicon "ABZgr" |

|  | Straight track | Unknown BSicon "SHST" |

|  | Station on track | Unknown BSicon "SBHF" |

| Unknown BSicon "STR2" | Unknown BSicon "STR3u" | Straight track |

| Unknown BSicon "STR+1u" | Unknown BSicon "STR+4" | Straight track |

|  | Straight track | Unknown BSicon "SHST" |

|  | Straight track | Unknown BSicon "SHST" |

|  | Straight track | Unknown BSicon "SBHF" |

|  | Unknown BSicon "STR2" | Unknown BSicon "STR3u" |

|  | Unknown BSicon "STR+1u" | Unknown BSicon "STR+4" |

|  | Unknown BSicon "SHST" | Straight track |

|  | Unknown BSicon "SHST" | Straight track |

|  | Straight track | Unknown BSicon "ABZgl" |

|  | Unknown BSicon "SBHF" |

|  |  | Unknown BSicon "tSTR+r" |

|  | Head station | Unknown BSicon "tSBHF" |

|  | Straight track | Unknown BSicon "tSTRe" |

|  | Straight track | Unknown BSicon "ABZgl" |

|  | Unknown BSicon "ABZgl" | Unknown BSicon "hKRZa" |

|  | Unknown BSicon "ABZg+l" | Unknown BSicon "hKRZe" |

|  | Straight track | Junction both to and from left |

|  | Straight track | Unknown BSicon "SHST" |

|  | Straight track | Unknown BSicon "SBHF" |

|  | Station on track | Unknown BSicon "SHST" |

|  | Unknown BSicon "KRZt" | Unknown BSicon "ABZg+r" |

|  | Station on track | Unknown BSicon "SBHF" |

|  | Unknown BSicon "ABZgr" | Straight track |

| Unknown BSicon "SHSTq" | Unknown BSicon "KRZu" | Unknown BSicon "ABZgr" |

|  | Straight track | Unknown BSicon "SBHF" |

|  | Unknown BSicon "ABZgr" | Straight track |

| Unknown BSicon "SBHFq" | Unknown BSicon "KRZu" | Unknown BSicon "ABZgr" |

|  | Straight track | Unknown BSicon "SHST" |

|  | Station on track | Unknown BSicon "SBHF" |

| Unknown BSicon "STR2" | Unknown BSicon "STR3u" | Straight track |

| Unknown BSicon "STR+1u" | Unknown BSicon "STR+4" | Straight track |

|  | Straight track | Unknown BSicon "SHST" |

|  | Straight track | Unknown BSicon "SHST" |

|  | Straight track | Unknown BSicon "SBHF" |

|  | Unknown BSicon "STR2" | Unknown BSicon "STR3u" |

|  | Unknown BSicon "STR+1u" | Unknown BSicon "STR+4" |

|  | Unknown BSicon "SHST" | Straight track |

|  | Unknown BSicon "SHST" | Straight track |

|  | Straight track | Unknown BSicon "ABZgl" |

|  | Unknown BSicon "SBHF" |

Hamburg-Altona-länken är en järnvägslinje i Hamburg, Tyskland. Den förbinder järnvägslinjer från norra och västra Hamburg och Altona station med Hamburg Hauptbahnhof och linjerna från södra och östra Hamburg. Det är idag en av Tysklands mest trafikerade järnvägar. Fjärrtåg, regionaltåg, Hamburgs lokaltåg samt Hamburgs pendeltåg (S-bahn) trafikerar sträckan. 

## Stationer

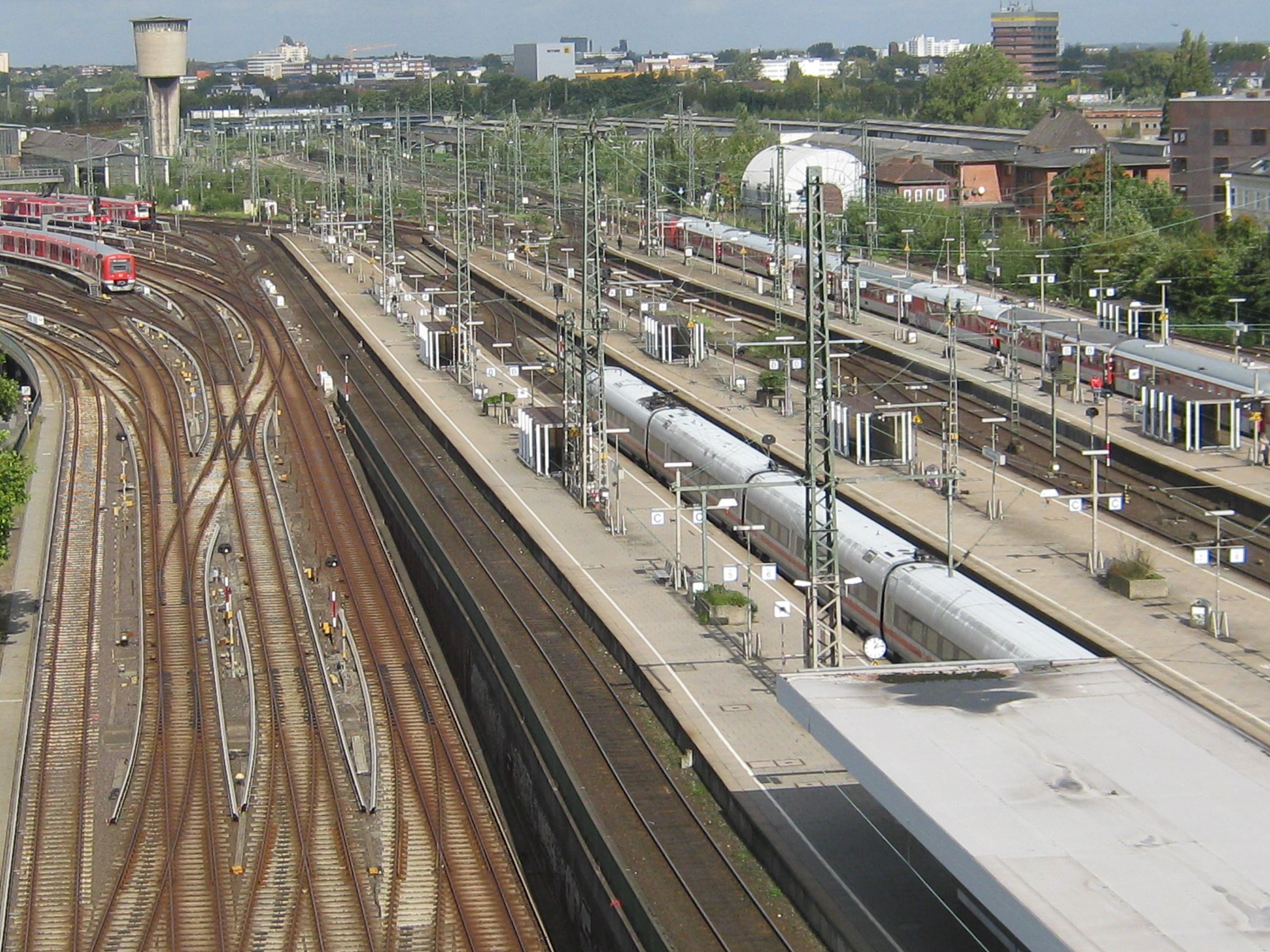
Altona
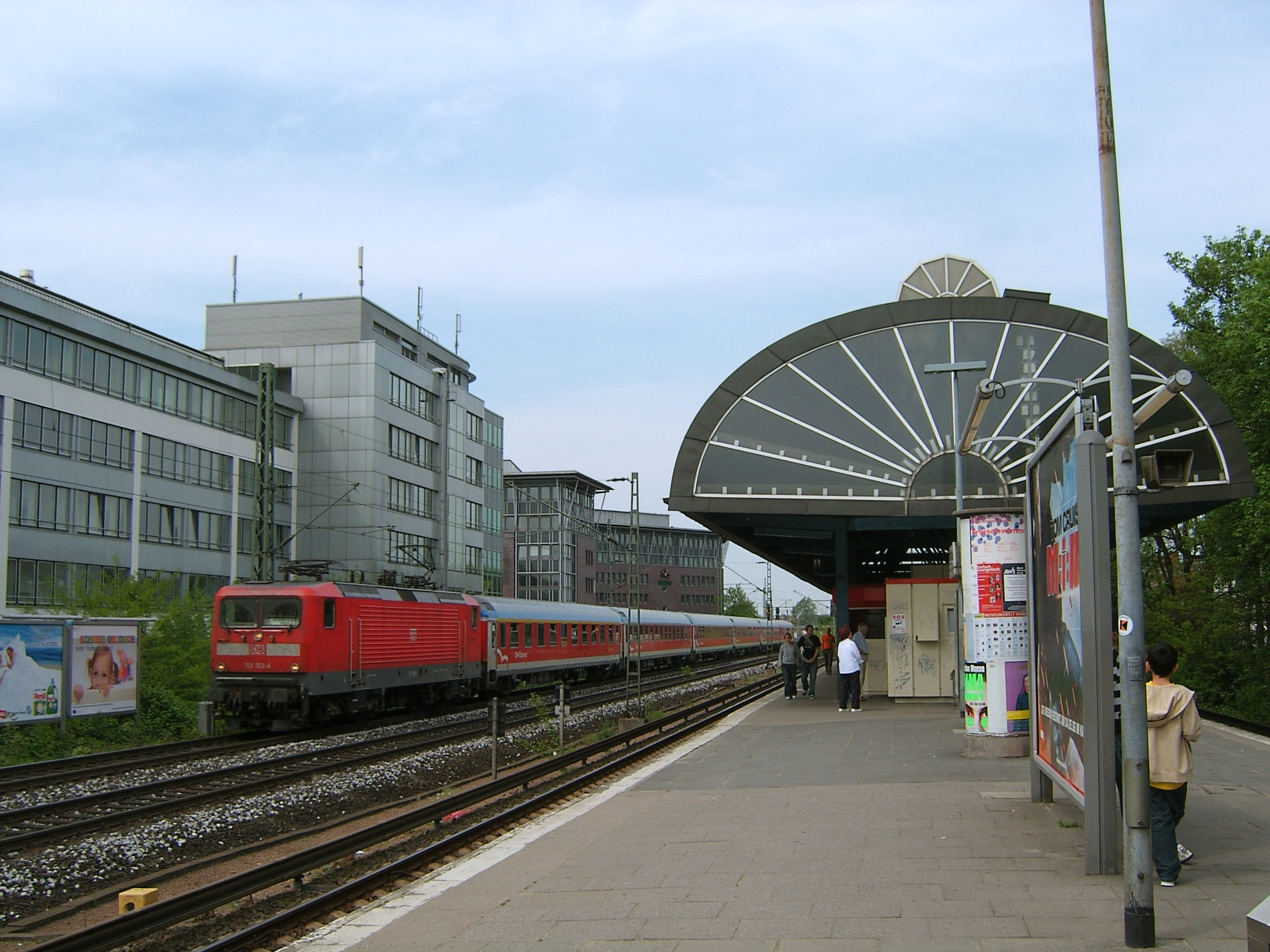
Holstenstrasse
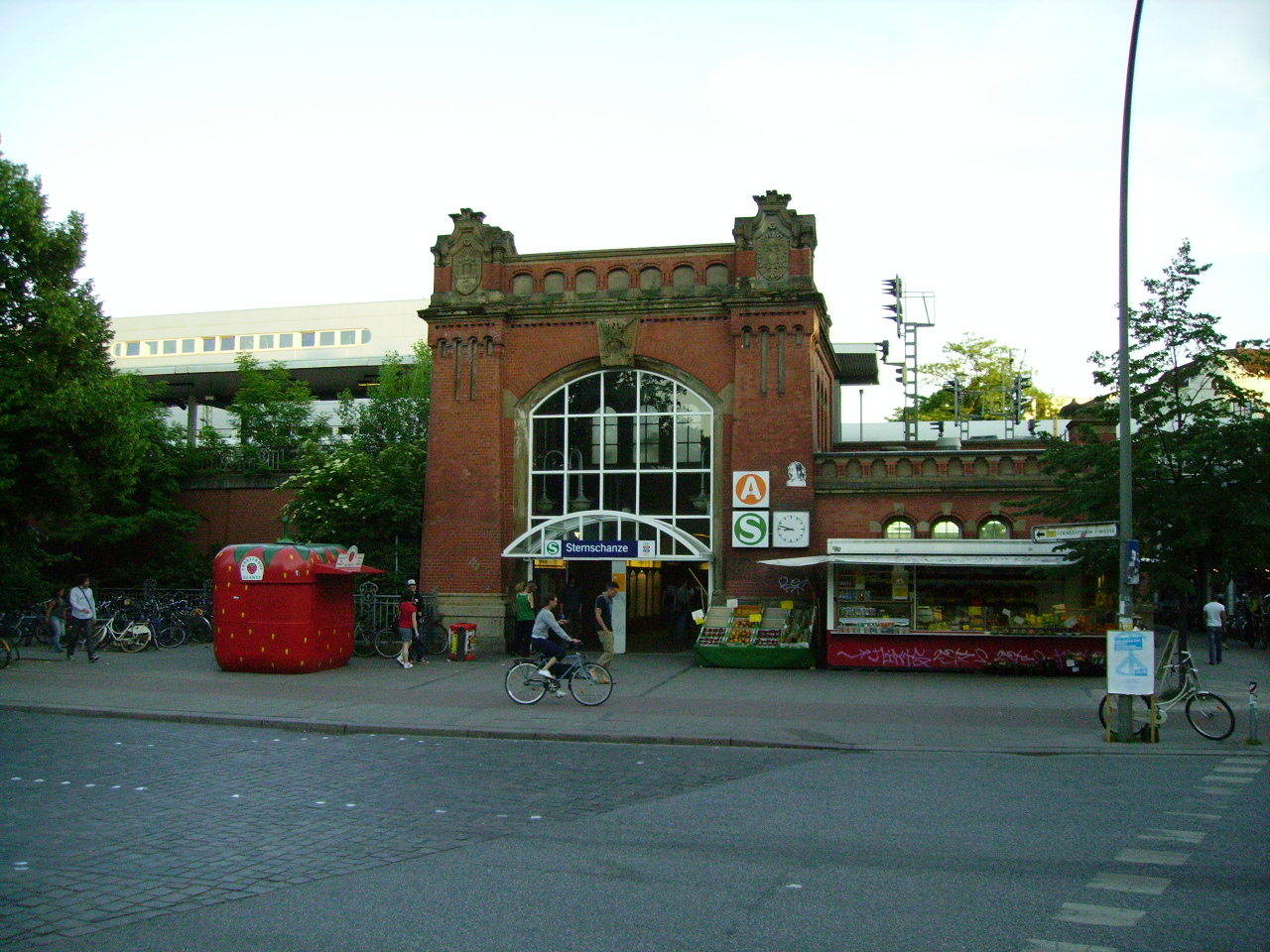
Sternschanze
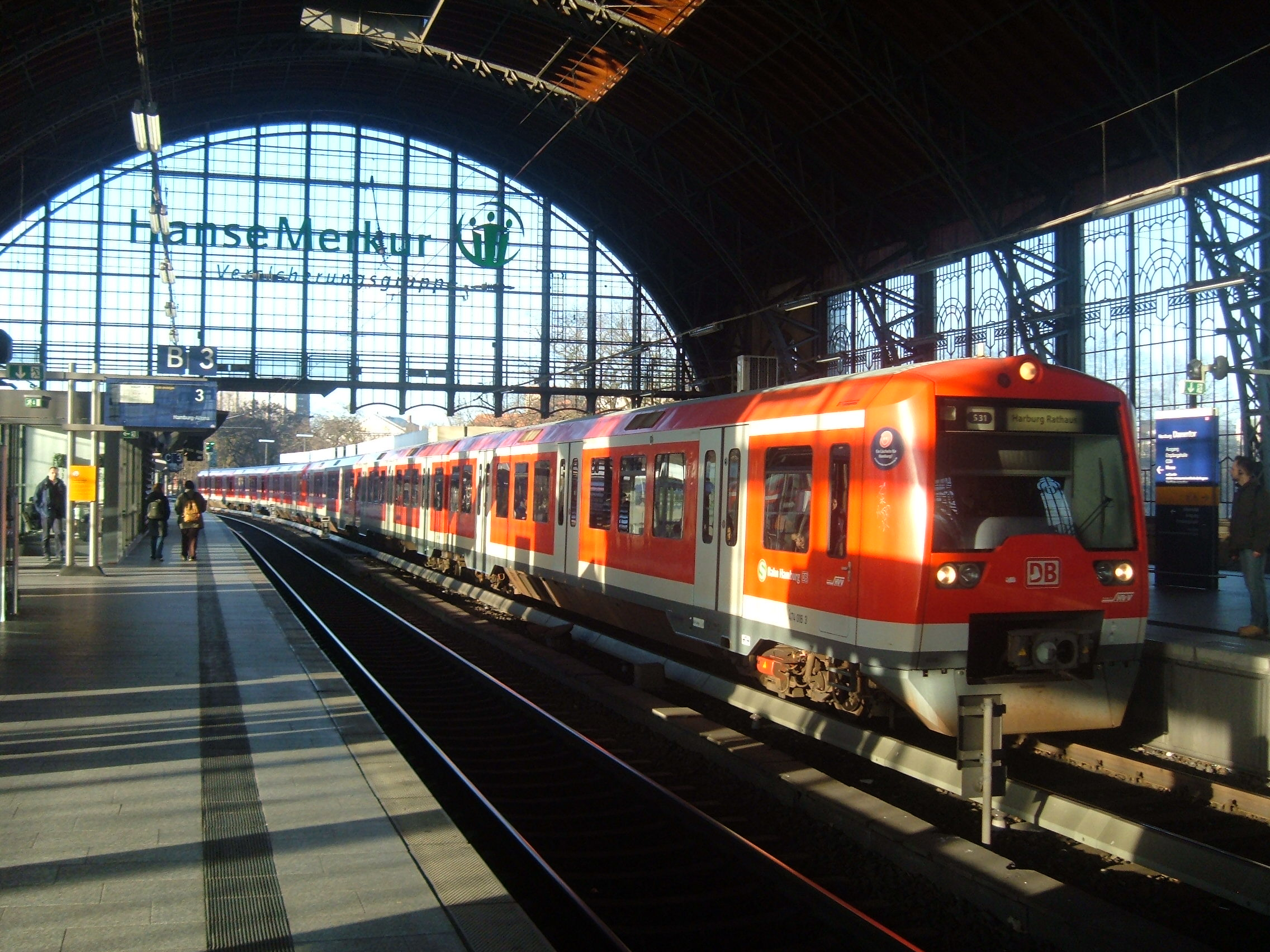
Dammtor
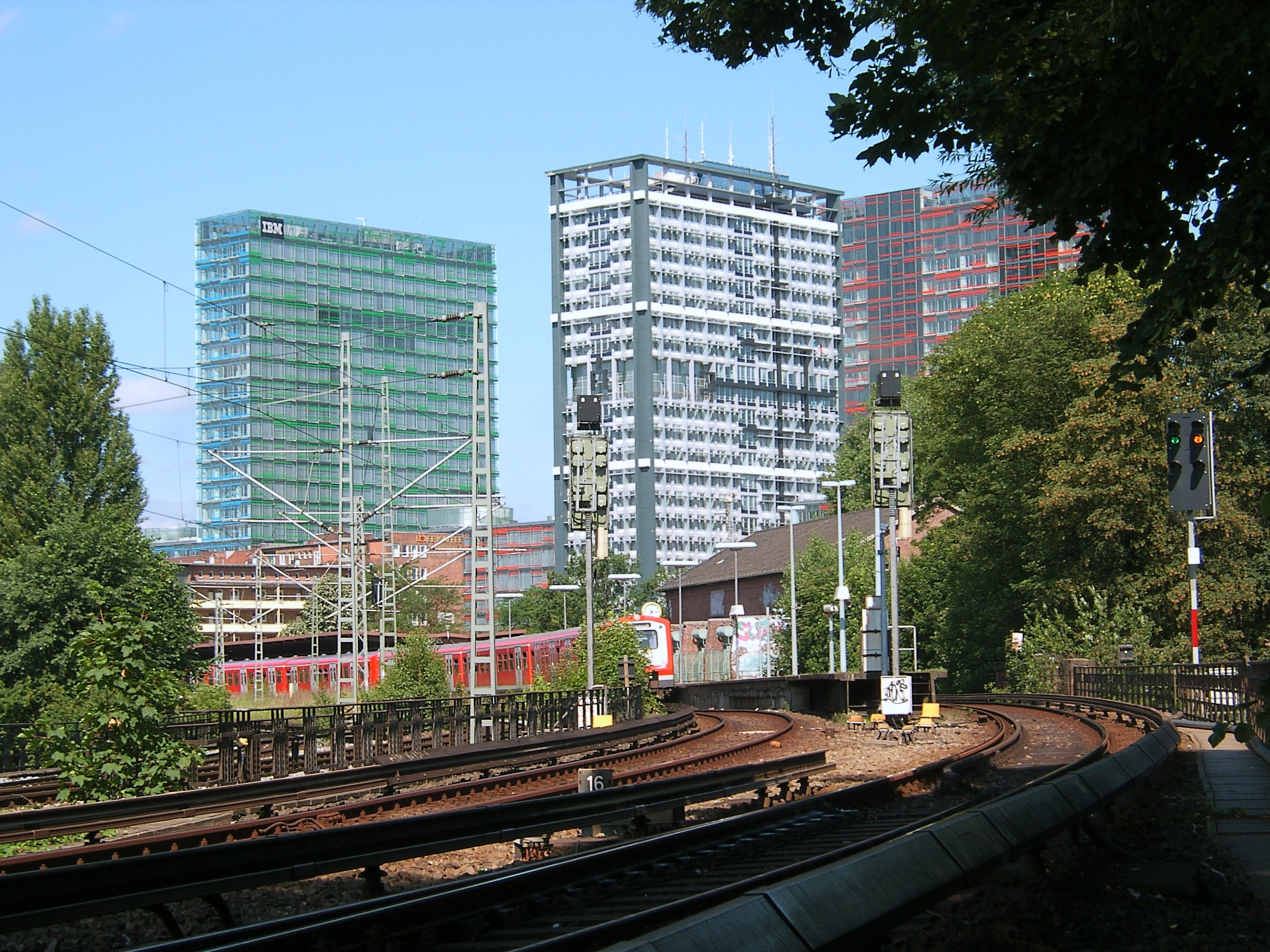
Berliner Tor
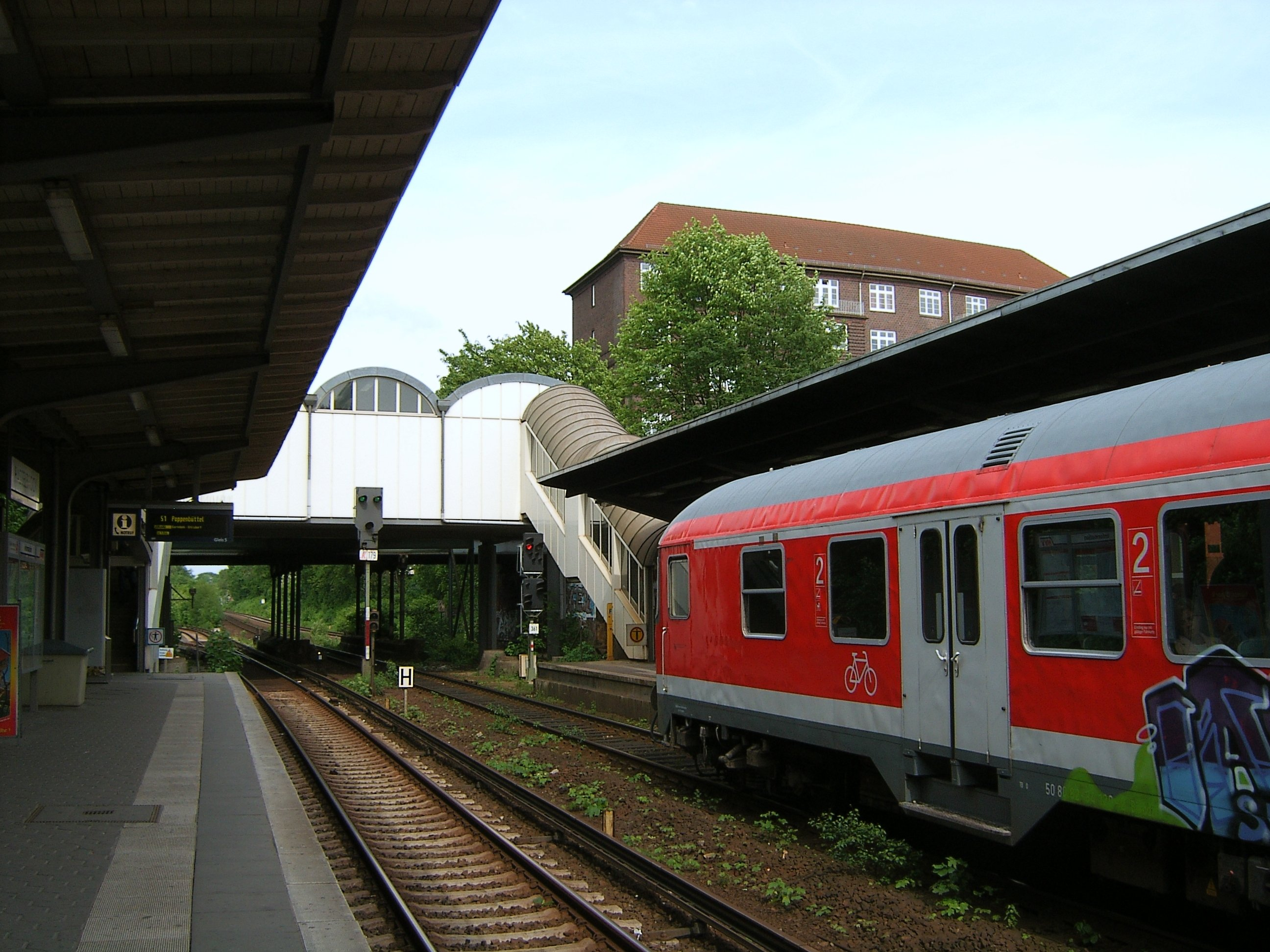
Hasselbrook